# Le Conte du médecin

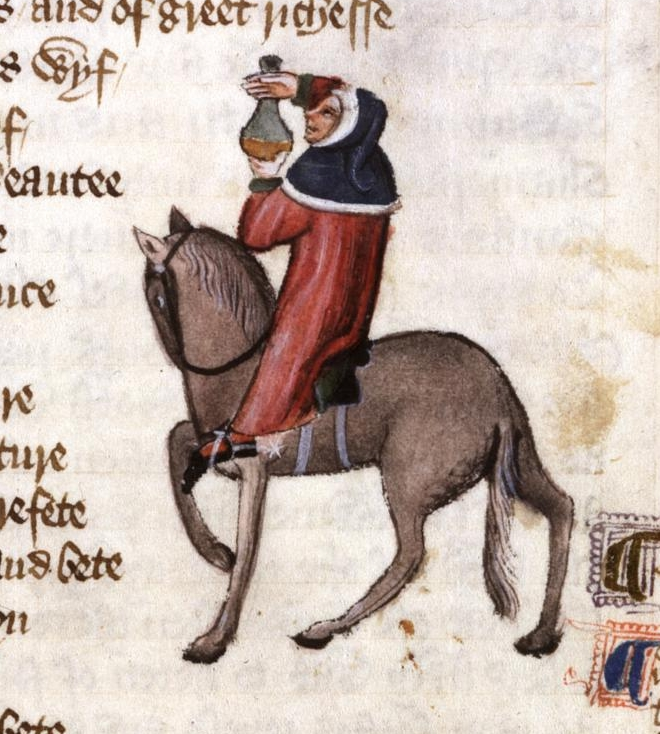
Enluminure du Médecin dans le manuscrit Ellesmere.

Le Conte du Médecin (The Phisiciens Tale en moyen anglais) est l'un des Contes de Canterbury de Geoffrey Chaucer. Il se situe au début du Fragment VI (C), avant le Conte du vendeur d'indulgences, mais il est plus difficile de déterminer quel conte il est censé suivre. Selon les manuscrits, il est placé après le Conte du franklin, le Conte de l'assistant du chanoine ou le Conte de la deuxième nonne.

## Résumé
Un chevalier romain nommé Virginius a une fille unique, Virginie, âgée de quatorze ans, aussi belle que sage. Le juge Apius la convoite. Il fait appel à un truand, Claudius, qui prétend que Virginie n'est pas la fille de Virginius, mais qu'elle est en réalité une de ses esclaves qui s'est échappée. Le juge rend son verdict en faveur de Claudius, et Virginius comprend bien ce qui va arriver à sa fille. Confronté à ce dilemme, la honte ou la mort pour Virginie, il décide de la tuer, ce à quoi elle consent. En apprenant que Virginius a décapité sa fille, Apius le condamne à mort, mais la foule se retourne contre lui et l'enferme. Le juge se suicide dans sa geôle, tandis que Claudius est condamné à être pendu. Virginius intercède et obtient qu'il soit simplement exilé.

## Sources et rédaction
Comme l'indique le Médecin lui-même, l'histoire de Virginie provient de l'œuvre de Tite-Live, en l'occurrence le troisième livre de son Histoire romaine. Chaucer n'a vraisemblablement pas lu Tite-Live, mais il a eu connaissance de cette anecdote à travers sa reprise dans le Roman de la Rose. Le portrait idéalisé de Virginie pourrait provenir de l'un ou l'autre des traités abordant la question auxquels Chaucer aurait pu avoir accès : le De virginibus d'Ambroise de Milan, le De eruditione filiorum nobilium de Vincent de Beauvais, le De regimine principium de Juan García de Castrojeriz ou le Communiloquium de Jean de Galles.

## Analyse
Le Conte du Médecin se prête difficilement à l'interprétation, car la morale qu'essaie d'en tirer le Médecin est confuse : alors qu'il recommande aux parents de surveiller leurs enfants de peur qu'ils ne périssent, il raconte l'histoire d'un père qui tue sa fille. Le contexte chrétien dans lequel s'inscrit le conte, en dépit de son origine livienne, rend cet infanticide d'autant plus incompréhensible, car ce geste est considéré comme un péché par le droit canon. La confusion morale est palpable à tous les niveaux dans le conte, du juge corrompu à la foule révoltée.
Dans le cadre des Contes de Canterbury, le Conte du Médecin reçoit un contraste immédiat avec son successeur direct, le Conte du Vendeur d'indulgences. Les personnages principaux des deux contes sont diamétralement opposés (une jeune vierge contre un groupe de jeunes débauchés), mais dans les deux cas, c'est la mort qui les attend à la fin.